# NGC 1872
NGC 1872 је расејано звездано јато у сазвежђу Златна риба које се налази на NGC листи објеката дубоког неба.
Деклинација објекта је - 69° 19' 2" а ректасцензија 5h 13m 10,8s. Привидна величина (магнитуда) објекта NGC 1872 износи 11,0. NGC 1872 је још познат и под ознакама ESO 56-SC83.